# Patricia Strasburger
Patricia Strasburger (* 1984 in Troisdorf) ist eine deutsche Synchronsprecherin und Moderatorin.

## Leben
Patricia Strasburger studierte von 2005 bis 2010 Theater-, Literatur- und Medienwissenschaft an der Universität Bayreuth. Nach ihrem Masterstudium wurde sie als Redakteurin und Synchronsprecherin tätig. 2013 zog sie nach München. Seit 2016 ist sie als Station Voice im Disney Channel in der Daytime zu hören.
Seit 2019 moderiert Strasburger gemeinsam mit Jonathan Beck das Tierduell im Disney Channel.
Seit 2022 steht sie mit dem „Disney+ Magazin“ für den Streamingdienst Disney+ vor der Kamera.

## Synchronrollen (Auswahl)

### Filme
- 2017: No Game No Life Zero als „Teto“
- 2017: Ancien und das magische Königreich als „Joy“
- 2018: Liz und ein Blauer Vogel als „Yūko Yoshikawa“
- 2019: Ghosting – Mein Weihnachtsgeist als „Jess“
- 2020: Words on Bathroom Walls als “Rebecca”
- 2020: Ich liebe dich, Spinner! als „Ana“
- 2021: Hauptgewinn: Liebe als „Kyra“
- 2021: Sailor Moon Eternal als „Chibiusa“/„Sailor Chibi Moon“
- 2022: Chip und Chap: Die Ritter des Rechts als „Trixi“
- 2022: The Menu als „Felicity“
- 2022: Weihnachtsgeschenke von Tiffany als „Vanessa“
- 2023: Merve macht ihr Ding als „Nil“
- 2024: Sailor Moon Cosmos als „Chibiusa“/„Sailor Chibi Moon“
- 2025: Lost in Starlight als „Detektor“

### Serien
- 1997: South Park als Heidi Turner
- 1999: One Piece als Shirahoshi
- 2014: The 100 als „Luna“
- 2014: Tari Tari als „Konatsu Miyamoto“
- 2014: No Game No Life als „Teto“
- 2015: Girls und Panzer als „Saori Takebe“
- 2016: This Is Us – Das ist Leben als „Madison“
- 2016: Beat Bugs als „Buzz“
- 2016: Sailor Moon Crystal als „Chibiusa“/„Sailor Chibi Moon“
- 2016: Pokémon als „Tracy“
- 2017: Ernest & Célestine als „Mélusine“
- 2017: Das Land der Juwelen als „Phosphophyllit“
- 2017: K Project als „Neko“
- 2017–2018: Lost in Oz als „Dorothy Gale“
- 2018: Absolutes Dramarama als „Izzy“
- 2019: For all Mankind als „Amber“
- 2019: Nancy Drew als „Bess“
- 2019: Vier Freunde und die Geisterhand als „Nia“
- 2020: Ted Lasso als „Ms. Kakes“
- 2021: Acapulco als „Julia“
- 2021: Powerbook III: Raising Kanan als „Nicole“
- 2021–2022: Amphibia als „Jess“
- 2022: Echo 3 als „Reese“
- 2023: Freeridge als „Demi“
- 2023: Mystery Lane – Ein Fall für Clever und Bro als „Clever“ und „Bro“
- 2024: Pokémon Horizonte: Die Serie als „Liko“
- 2024: Encouragement of Climb als "Hinata Kuraue"
- 2025: Navy CIS für Alisa Allapach als "Sheila"

## Hörspiele (Auswahl)
- 2012: Philip K. Dick: Die drei Stigmata des Palmer Eldritch (1. Teil) (Krankenschwester) – Regie: Robert Steudtner (Hörspielbearbeitung, Science-Fiction-Hörspiel – WDR)